# Michio Muramatsu
Pour les articles homonymes, voir Muramatsu.
Michio Muramatsu (村松 岐夫, Muramatsu Michio), né le 3 janvier 1940 à Kakegawa dans la préfecture de Shizuoka, est un politiste japonais, spécialiste de l'administration et de la politique locale du Japon. 

## Biographie
Formé à l'université de Kyōto (diplômé de la faculté de droit en 1962, docteur en droit en 1984), il a effectué presque toute sa carrière universitaire dans cette université, de son entrée en 1962 en tant qu'assistant dans la faculté de droit jusqu'à l'éméritat obtenu en 2003. Il a dirigé le département de droit de l'université de Kyōto entre 1995 et 1997. Depuis avril 2003, il est également professeur de science politique à l'université Gakushūin de Tōkyō.
L'une des caractéristiques majeures du travail de Muramatsu a été de réintégré une dimension politique dans l'étude aussi bien de l'administration que du gouvernement local japonais.
Dans son ouvrage paru en 1981 et consacré à l'étude du système bureaucratique japonais de l'après-guerre (『戦後日本の官僚制』), il démontre le rôle indéniable joué par les politiques dans l'élaboration des politiques publiques. Cette position, qui ne nie pas le poids important de la bureaucratie dans le processus, remet cependant en cause la thèse, qui prévalait à l'époque, de la prédominance de l'administration et d'une continuité avec le système d'avant guerre jamais brisée par l'action réformatrice du SCAP durant la période de l'occupation alliée du Japon.   
L'ouvrage a reçu en 1981 le prix Suntory des arts et des sciences qui récompense chaque année depuis 1979 des travaux scientifiques publiés en japonais.
De même, son livre de 1988 portant sur le pouvoir local au Japon (『地方自治』 Chihōjichi) met en évidence la capacité d'action publique des collectivités locales japonaises (en particulier, les préfectures) jusque-là simplement considérées comme les exécutantes des politiques nationales. Il a été traduit en anglais en 1997.
Muramatsu est également le fondateur en 1987 avec Takashi Inoguchi et Hideo Ōtake,  de la revue japonaise de science politique Léviathan (『レヴァイアサン』).

### Ouvrages
- (ja)『戦後日本の官僚制』（東洋経済新報社、1981年）
- (ja)『地方自治』（東京大学出版会、1988年）

(en) Local Power in the Japanese State, traduit par Betsey Scheiner et James White, (University of California Press, 1997).
- (ja)『日本の行政――活動型官僚制の変貌』（中央公論社 [中公新書]、1994年）
- (ja)『行政学教科書――現代行政の政治分析』（有斐閣、1999年／第二版、2001年）
- (ja)『政官スクラム型リーダーシップ崩壊』（東洋経済新報社、2010年）

### Articles dans ouvrages
- Mitsutoshi Itō et Yutaka Tsujinaka (ja)(伊藤光利・辻中豊）『戦後日本の圧力団体』（東洋経済新報社、1986年）
- Mitsutoshi Itō (ja)(伊藤光利）『地方議員の研究――「日本的政治風土」の主役たち』（日本経済新聞社、1986年）
- Mitsutoshi Itō et Yutaka Tsujinaka (ja)(伊藤光利・辻中豊)『日本の政治』（有斐閣、1992年／第二版、2001年）

### Direction d'ouvrages
- (ja)『行政学講義』（青林書院新社、1977年／新版、1985年）
- (ja)『シリーズ東京を考える（2）東京の政治』（都市出版、1995年）
- (ja)『平成バブル先送りの研究』（東洋経済新報社、2005年）
- (ja)『テキストブック地方自治』（東洋経済新報社、2006年）
- (ja)『公務改革の突破口――政策評価と人事行政』（東洋経済新報社、2008年）
- (ja)『公務員制度改革――米・英・独・仏の動向を踏まえて』（学陽書房、2008年）

### Direction (collective) d'ouvrages
- Avec Ichirō Miyake (ja)（三宅一郎）『京都市政治の動態――大都市政治の総合的分析』（有斐閣、1981年）
- Avec Masaru Nishio (ja)（西尾勝）『講座行政学（全6巻）』（有斐閣、1994年-1995年）
- (en) State and Administration in Japan and Germany: A Comparative Perspective on Continuity and Change, codirigé avec Frieder Naschold, (W. de Gruyter, 1996).
- (en) Local Government Development in Post-war Japan, codirigé avec Farrukh Iqbal et Ikuo Kume, (Oxford University Press, 2001).
- Avec Norihito Mizuguchi (ja)（水口憲人）『分権――何が変わるのか』（敬文堂、2001年）
- Avec Masahiro Okuno (ja)（奥野正寛）『平成バブルの研究（上・下）』（東洋経済新報社、2002年）
- Avec Takashi Shiraishi (ja)（白石隆）『日本の政治経済とアジア諸国（上・下）』（国際日本文化研究センター、2003年）
- Avec Hiroaki Inatsugu (ja)（稲継裕昭）『包括的地方自治ガバナンス改革』（東洋経済新報社、2003年）
- Avec Ikuo Kume (ja)（久米郁男）『日本政治変動の30年――政治家・官僚・団体調査に見る構造変容』（東洋経済新報社、2006年）
- Avec Hiroshi Takeuchi et Toshio Watanabe (ja)（竹内宏・渡辺利夫）『徹底検証東アジア』（勁草書房、2006年）
- Avec Hiroaki Inatsugu et le Japan Center for Cities (ja)（稲継裕昭・日本都市センター）『分権改革は都市行政機構を変えたか』（第一法規、2009年）

### Traduction
- セオドア・ロウィ『自由主義の終焉――現代政府の問題性』（木鐸社、1981年）

Traduction en japonais de :(en) Theodore J. Lowi, The End of Liberalism: Ideology, Policy, and the Crisis of Public Authority, (W. W. Norton, 1969)